# メカラ ウロコ・27
「THE YELLOW MONKEY SUPER メカラ ウロコ・27」（ザ・イエロー・モンキー・スーパー メカラ ウロコ・27）は、THE YELLOW MONKEYが定期的に開催しているライブ「メカラ ウロコ」の第5回目。2016年12月28日、日本武道館で行われた。

## 概略
「メカラ ウロコ・27」は再結成後初の「メカラ ウロコ」であり、2001年1月の「メカラ ウロコ・8」以来およそ16年ぶりに開催された。また、武道館単独公演としては1999年以来およそ17年ぶり、「メカラ ウロコ」初開催から20周年あたる。
このライブは、47都道府県と香港・台湾でのライブビューイング（映画館同時生中継）も行われた。2017年3月18日には、ライブ当日のオフショットなどが追加されたスペシャルエディション『THE YELLOW MONKEY SUPER メカラ ウロコ・27 -SP EDITION-』として「フジテレビNEXT ライブ・プレミアム」で独占放送が行われることになった。
セットリストはインディーズから25thシングル「砂の塔」までの楽曲で構成。エンディングでは、2017年秋公開予定のドキュメンタリー映画と東京ドーム公演決定の映像が流れた。

## セットリスト
1. MORALITY SLAVE
2. DRASTIC HOLIDAY
3. FAIRY LAND
4. SECOND CRY
5. FINE FINE FINE
6. VERMILION HANDS
7. 聖なる海とサンシャイン
8. Four Seasons
9. SHOCK HEARTS
10. RED LIGHT
11. セルリアの丘
12. パンチドランカー
13. Sweet & Sweet
14. 太陽が燃えている
15. SUCK OF LIFE
16. Father
17. フリージアの少年
18. This Is For You
19. 真珠色の革命時代 (Pearl Light Of Revolution)
20. Subjective Late Show
21. 砂の塔
22. おそそブギウギ
23. アバンギャルドで行こうよ
24. 悲しきASIAN BOY